# L'Affaire Vinča Curie
Pour plus de détails, voir Fiche technique et Distribution.
L'Affaire Vinča Curie est un film dramatique serbe, slovène et macédonien réalisé par Dragan Bjelogrlić et sorti en 2023,.
Au delà de cette histoire vraie, le film se penche sur les aléas de la recherche nucléaire en Yougoslavie dans le cadre de la guerre froide.

## Synopsis
Le 15 octobre 1958, quatre ingénieurs du Centre de recherche nucléaire Vinča en Yougoslavie, sont victimes d’un accident de réacteur. Transportés à Paris, ils sont pris en charge à l'institut Curie par le jeune médecin-chercheur Georges Mathé, qui tentera sur quatre d'entre eux la première greffe de moelle entre êtres humains non apparentés,  le 11 novembre 1958. Les quatre ingénieurs seront sauvés et cette technique révolutionnaire, par la suite appliquée au cancer, permettra de guérir des milliers de patients.

## Fiche technique
Sauf indication contraire, les informations mentionnées dans cette section peuvent être confirmées par les bases de données cinématographiques IMDb et Allociné,  présentes dans la section « Liens externes ».
- Titre original : Čuvari formule
- Réalisation : Dragan Bjelogrlić
- Scénario : Dragan Bjelogrlić, Ognjen Sviličić et Vuk Ršumović, basé sur l'œuvre de Goran Milašinović
- Musique : Aleksandar Ranđelović
- Décors : Jovana Grahovac, Anita Lilić et Jelena Odavić
- Costumes : Marina Vukasović-Medenica
- Photographie : Ivan Kostić
- Son : Ivan Neškov
- Montage : Milena Predić
- Production : Dragan Bjelogrlić et Dragan Šolak
  - Production associée : David Atrakchi, Gaël Cabouat, Boris Mendza, Branko Neškov, Nuno Noivo et Pedro Ribeiro
  - Production exécutive : Goran Bjelogrlić, Nena Janković et Branislav Milatović
  - Production coexécutive : Jadranka Drinić
  - Coproducteur : Miroslav Mogorović, Alex Pavlin, Tomi Salkovski, Andrej Stritof et Đorđe Vojvodić
  - Production déléguée : Nataša Višić
- Sociétés de production :
- Société de distribution : L'Atelier Distribution
- Budget :
- Pays de production :  Serbie,  Macédoine du Nord et  Slovénie
- Langue originale : français et serbo-croate
- Format :
- Genre : Drame
- Durée : 120 minutes
- Dates de sortie :
  - Suisse : 4 août 2023 (Locarno)
  - Serbie : 26 octobre 2023
  - Slovénie : 16 novembre 2023
  - France : 5 juin 2024

## Distribution
- Dragan Bjelogrlić : Leka Ranković
- Miki Manojlović : Pavle Savić
- Alexis Manenti : Georges Mathé
- Rasha Bukvic : Dragoslav Popović
- Alisa Radaković : Rosa Dangubić
- Anne Serra : Odette Draghi
- Jérémie Laheurte : Léon Schwartzenberg
- Jean-Louis Coulloc'h : Raymond Castanier
- Arnaud Humbert : un médecin
- Olivier Barthélémy : Derval
- Lionel Abelanski : Henri Jammet